# Romeo Convocar
Romeo (Romy) Duetao Convocar (ur. 13 kwietnia 1970 w Janiuay) – filipiński duchowny katolicki, biskup Chalan Kanoa od 2025. 

## Życiorys

### Prezbiterat
Święcenia kapłańskie otrzymał 17 września 1996 i został inkardynowany do ordynariatu polowego Filipin. Przez wiele lat pracował jako kapelan wojskowy, w 2007 został ojcem duchownym seminarium polowego. W 2012 objął funkcję proboszcza parafii w Malolojloj, a w 2014 został też rektorem seminarium archidiecezji Hagåtña. W 2016 został inkardynowany do tej archidiecezji, a dwa lata później objął funkcję rektora archikatedry. W 2022 mianowany wikariuszem generalnym archidiecezji, w latach 2023–2024 był jej tymczasowym administratorem.  

### Episkopat
25 listopada 2024 papież Franciszek mianował go biskupem diecezji Chalan Kanoa. Sakry udzielił mu 8 marca 2025 w katedrze Najświętszej Maryi Panny z Góry Karmel w Chalan Kanoa  nuncjusz apostolski w Nowej Zelandii, na Fidżi, w Palau, w Mikronezji i w Vanuatu, arcybiskup Gábor Pintér. 